# Наложенный платёж

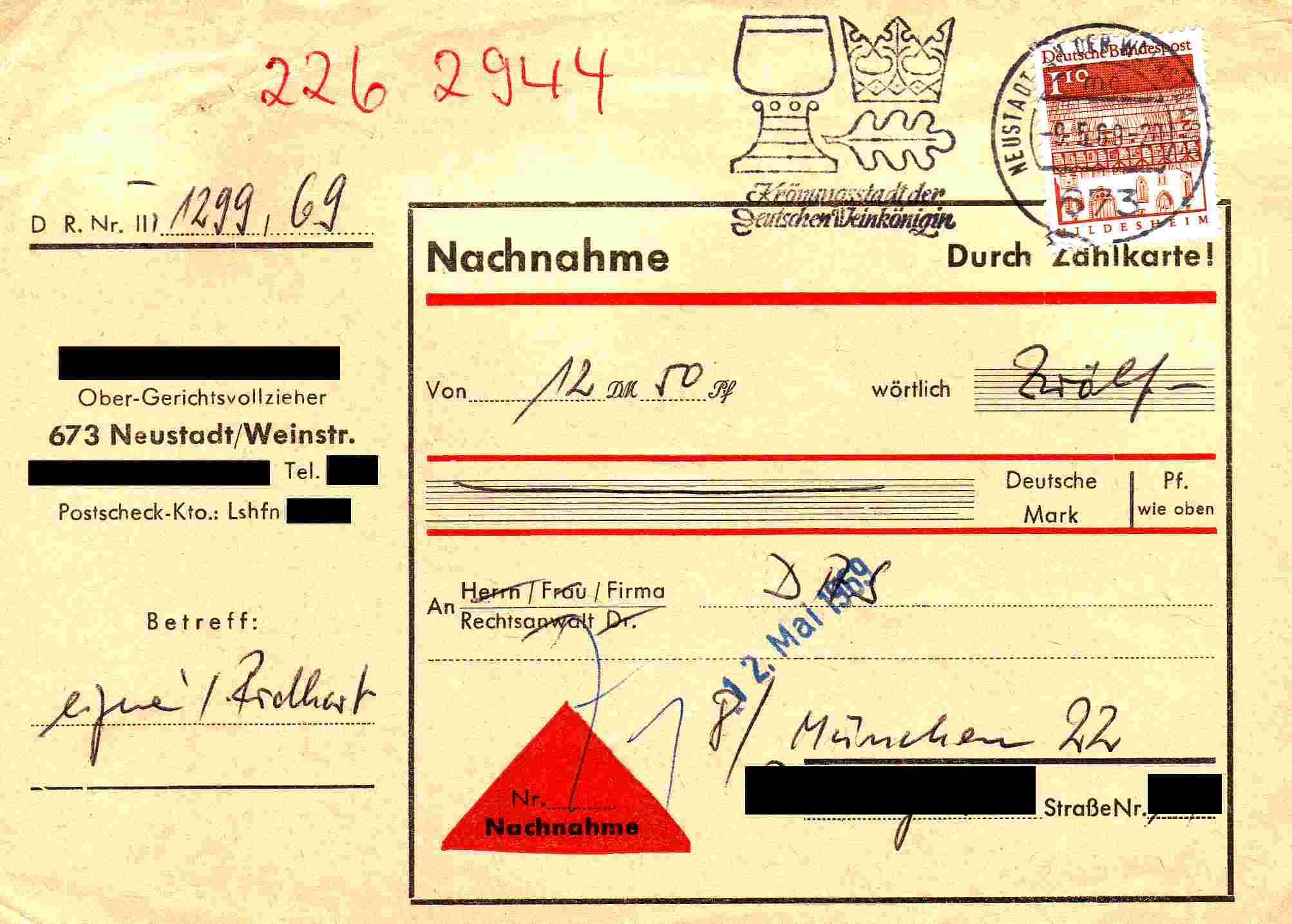
Бланк почтового отправления с наложенным платежом (Германия, 1969)

Нало́женный платёж — денежная сумма, которую почта взыскивает с адресата при вручении ему почтового отправления по поручению отправителя, и которая пересылается отправителю (или указанному им лицу) почтовым или телеграфным переводом.

## Описание
Данная почтовая услуга позволяет, например, покупать товары почтой или через Интернет. Суть её заключается в следующем: отправитель (продавец), посылая свою бандероль или посылку, поручает почте выдать её адресату (покупателю) лишь после выплаты определённой, заранее назначенной суммы денег; в этом случае деньги передаются затем отправителю..
После прихода бандероли или посылки на почту она там хранится, а адресату направляется почтовое уведомление о получении на его имя бандероли или посылки. При этом хранение полученного отправления на почте производится бесплатно — в течение утверждённого срока (например, пяти дней) или за всё время хранения (зависит от правил). Если человек отказывается платить за посылку или не приходит за ней в течение определённого срока (в России 15 дней), то посылка высылается обратно отправителю.
Эту почтовую услугу особенно широко используют интернет-магазины и предприятия, занимающиеся книжной и посылочной торговлей..
Для маркировки почтовых отправлений с наложенным платежом употребляются наклейки наложенного платежа — специальные почтовые наклейки (ярлыки) установленной формы.

## История

### Международная практика
Форма пересылки корреспонденции с истребованием через посредство почтовых платежей (то есть путём взимания с получателя оплаты пересылки) активно применялась начиная с XIX века. В иностранных государствах операция с наложенным платежом распространялась как на внутреннюю, так и на международную корреспонденцию.
Сверх того, производилась ещё операция почтовых поручений (нем. Postauftrag, фр. recouvrement, итал. riscosione), состоявшая в том, что почта принимала на себя истребование от должника платежа по векселям, фактурам, счетам и тому подобным документам и пересылку их кредитору по принадлежности. Эта операция, впервые введённая в Германии в 1874 году, была затем расширена в том смысле, что почтовая служба, по просьбе кредитора-отправителя, не только предъявляла векселя для получения платежа должнику-адресату, но и в случае надобности подвергала их протесту в общеустановленном порядке. В Бельгии почтальоны были уполномочены даже сами совершать протест в особо установленной для них упрощённой форме. В Германии и Бельгии почта принимала на себя ещё один вид поручений: она предъявляла векселя трассату (плательщику) для акцепта и при отсутствии акцепта была обязана совершить протест. На лиссабонском Всемирном почтовом конгрессе 1885 года государства, в которых производилась операция почтовых поручений, заключили между собой соглашение о распространении этой операции на взаимные свои сношения; к этому соглашению присоединились Австро-Венгрия, Бельгия, Германия, Италия, Люксембург, Нидерланды, Норвегия, Португалия, Румыния, Турция, Франция, Швейцария, Швеция, Египет, Тунис, страны бывших Соединённых провинций Центральной Америки (Гондурас, Никарагуа, Сальвадор), Бразилия, Сан-Доминго, Чили.
В 1896 году в странах Всемирного почтового союза было зафиксировано в общей сложности 50 млн почтовых поручений и отправлений с наложенным платежом.

### Российская империя
В России данная почтовая операция была введена на почте с 1 января 1888 года. В 1896 году в качестве внутренней иногородней корреспонденции с наложенным платежом было доставлено 667 018 (687 607) посылок и 435 352 (442 276) других отправлений на сумму 11 412 027 (11 658 075) рублей (в скобках даны соответствующие показатели с учётом Финляндии). Для внутренней местной корреспонденции эта форма почтовых услуг почти не использовалась: в том же 1896 году с наложенным платежом было всего 10 посылок и 57 других отправлений на сумму 233 рублей. При этом общий комиссионный сбор за корреспонденцию с наложенным платежом составил по всему российскому почтовому ведомству 130 670,12 рубля.

### СССР
В СССР, как правило, размер наложенного платежа был неограничен, однако не мог превышать суммы оценки самого отправления. Часто сумма оценки ценного отправления и сумма наложенного платежа совпадали, и, таким образом, отправления с наложенным платежом были ещё и ценными отправлениями (ныне ценное отправление называется «отправление с объявленной ценностью»).
В 1980-е годы в СССР почта могла один раз повторно отправить вернувшееся отправление с наложенным платежом безо всякой дополнительной платы. Кроме того, плату за возврат отправления не брали.
Почтовой службой СССР не применялись наклейки наложенного платежа, и вместо них на таких почтовых отправлениях обычно ставились соответствующие штампы.

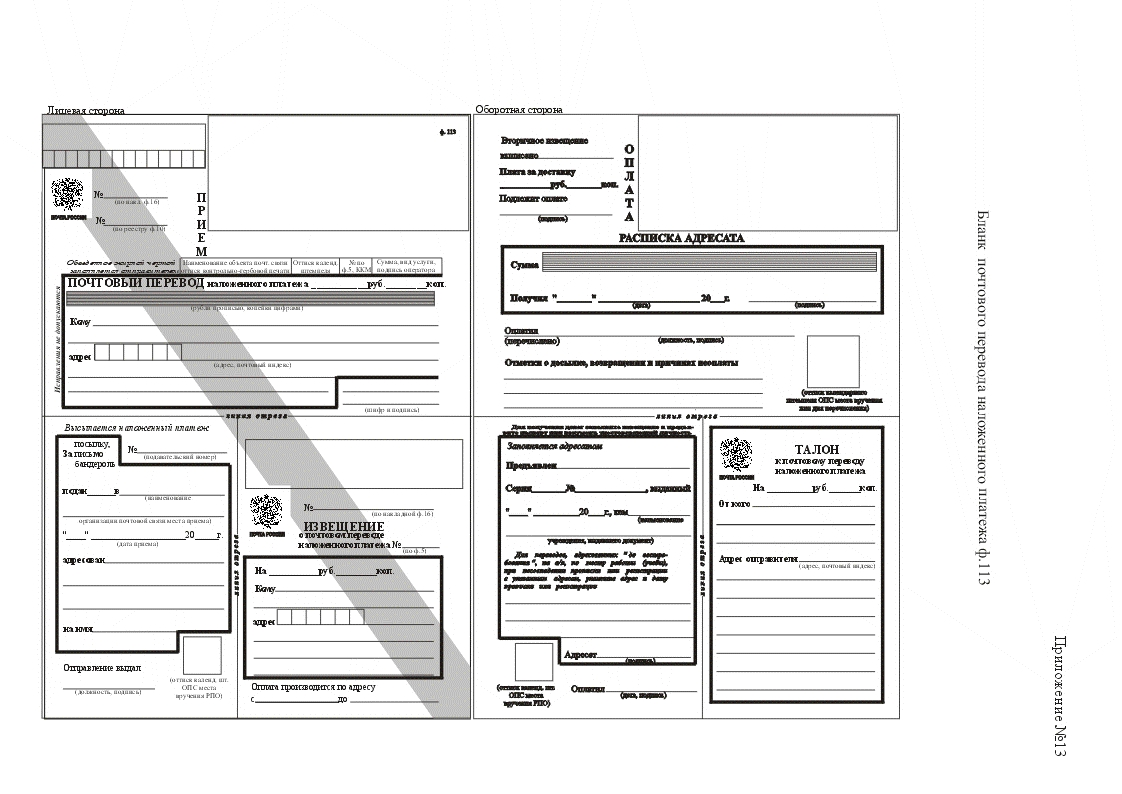
Бланк почтового перевода наложенного платежа (форма 113, Почта России)

## Современность

### Российская Федерация
Согласно Федеральному закону «О почтовой связи», в утверждённых постановлением Правительства Российской Федерации от 15 апреля 2005 года № 221 «Правилах оказания услуг почтовой связи» дано следующее определение отправления с наложенным платежом:

«Почтовое отправление с наложенным платежом» — почтовое отправление с объявленной ценностью, пересылаемое между объектами федеральной почтовой связи, при подаче которого отправитель поручает объекту федеральной почтовой связи взыскать установленную им денежную сумму с адресата и выслать её по адресу отправителя.

Теми же правилами отправление с объявленной ценностью определяется как «почтовое отправление, принимаемое с оценкой стоимости вложения, определяемой отправителем».
Дополнительно в этих правилах указано:

Регистрируемые почтовые отправления могут пересылаться с описью вложения, с уведомлением о вручении и с наложенным платежом. Перечень видов и категорий почтовых отправлений, пересылаемых с описью вложения, с уведомлением о вручении и с наложенным платежом, определяется операторами почтовой связи.